# Sciara trileucarthra
Sciara trileucarthra är en tvåvingeart som beskrevs av Mario Bezzi 1906. Sciara trileucarthra ingår i släktet Sciara och familjen sorgmyggor.
Artens utbredningsområde är Etiopien. Inga underarter finns listade i Catalogue of Life.